# Tadeusz Kożusznik
Tadeusz Kożusznik (ur. 17 grudnia 1914 w Suchej Średniej, zm. 8 listopada 1988 w Łodzi) – polski aktor teatralny i filmowy.

## Życiorys
Był założycielem i aktorem teatru kolejarza w Tomaszowie Mazowieckim. W latach 1952-56 występował w Teatrze Powszechnym w Łodzi, zaś w latach 1956–1979 w Teatrze Ziemi Łódzkiej.

## Odznaczenia
- Odznaka „Zasłużony Działacz Kultury” (1971)
- Złoty Krzyż Zasługi (1976)
- Odznaka Honorowa miasta Łodzi (1980)

## Filmografia
- 1968: Lalka
- 1969: Przygody pana Michała (odc. 11)
- 1974: Ile jest życia – starszy pan (odc. 2)
- 1977: Gdzie woda czysta i trawa zielona – dyrektor zakładów mięsnych
- 1977: Śmierć prezydenta – poseł prawicy
- 1978: Rodzina Połanieckich (odc. 7)
- 1979: Epizod
- 1980: Kariera Nikodema Dyzmy (odc. 3 i 5)
- 1980: Królowa Bona (odc. 4)
- 1980: Wyrok śmierci
- 1981: Hamadria
- 1981: Jan Serce – malarz remontujący mieszkanie (odc. 2)
- 1981: Znachor
- 1983: Fucha – ksiądz
- 1983: Wedle wyroków twoich...
- 1983: Wierna rzeka – lokaj Dominik
- 1984: Alabama
- 1984: Romans z intruzem – policjant
- 1984: Vabank II, czyli riposta – „żołnierz polski"
- 1986: Pierścień i róża
- 1986: Pierścień i róża
- 1986: Złoty pociąg
- 1987: Opowieść Harleya
- 1987: Ucieczka z miejsc ukochanych – ksiądz udzielający ślubu Natalii i Jasiowi (odc. 8)